# Сибиу
Сибиу (на румънски: Sibiu; на немски: Hermannstadt – Херманщат; на унгарски: Nagyszeben – Надьсебен), постарому Сибин, е град и административен център на окръг Сибиу, Трансилвания, Румъния.
Градът е важен стопански и културен център в региона. Избран е за културна столица на Европа заедно с Люксембург през 2007 г.

## География
Намира се близо до географския център на страната. Разположен е край река Чибин, приток на Олт, ляв приток на Дунав.
Климатът е умерено-континентален със средна годишна температура от 8 – 9 °C. Има около 120 дни твърд лед годишно.
Река Чибин и някои пътища имат важно национално и международно значение. Градът е и важен железопътен център, който свързва линиите в направления изток-запад и север-юг.

## История
Градът е основан от германски заселници през 1190 година вероятно в близост до римско селище, известно през Ранното средновековие като Каедония, останало безлюдно при пристигането на саксонците. До средата на XIX в. градът остава населен почти изключително от саксонци, след което постепенно започва преселване на селско население към градовете и към 30-те години на XX в. в Сибиу вече преобладават румънците.
През ХІV век е вече важен търговски център. През 1376 г. занаятчийството се дели на 19 гилдии. Сибиу се превръща в най-важния германски етнически град заедно със 7-те града, дали немското име Зийбенбюрген (Siebenbürgen) на Трансилвания, което в превод означава „7 крепости“.
Градът е бил седалище на Саксонския университет (Universitas Saxorum), който е политически център на германците в Трансилвания.
Важни събития в историята на Сибиу:
- 1292 – първата болница в днешна Румъния
- 1380 – първото документирано училище в днешна Румъния
- 1494 – първата аптека в днешна Румъния
- 1534 – първата фабрика за хартия в днешна Румъния
- 1544 – първата книга на румънски език е напечатана в Сибиу
- 1551 – експериментът на Конрад Хаас с ракети
- 1671 – метан е открит в близост до Сибиу.
- 1782 – Франц Йозеф Мюлер открива елемента телур
- 1788 – първият театър в днешна Румъния.
- 1795 – първият далекопровод в Югоизточна Европа
- 1797 – Самуел Ханеман отваря първата в света хомеопатична лаборатория
- 1817 – „Брукента Музей“ е първият музей в днешна Румъния
- 1896 – първо използване на електричество в днешна Румъния, първи далекопровод в Югоизточна Европа
- 1904 – вторият град в Европа използвал задвижван от електричество трамвай
- 1928 – първият зоопарк в Румъния
- 1989 – вторият град, участвал в румънската революция
- 2007 – културна столица на Европа

## Население
Населението възлиза на 147 245 души според преброяването от 2011 г., от които като румънци са се самоопределили 139 998 души, съответно унгарци – 2169, германци (саксонци) 1561, други -	3517 жители

## Личности
Родени в Сибиу:
- Клаус Йоханис (1959) – кмет на Сибиу (2000 – 2014) и пети президент на Румъния (2014)
- Кирил Косев (1919 – 2016) – български генерал, командир на Горнооряховския партизански отряд, заместник-министър на отбраната на България, началник на Главното политическо управление на БНА[4]